# Write About Love
Albums de Belle and Sebastian
The Life Pursuit
Write About Love est le septième album de Belle and Sebastian, sorti en 2010.
Le disque est sorti chez Rough Trade Records, au format CD le 11 octobre 2010 et en 33 tours, au Royaume-Uni, ainsi qu’aux États-Unis chez Matador Records.
I Want the World to Stop est le premier single de l'album.

## Liste des titres
| No  | Titre                                                   | Durée |
| --- | ------------------------------------------------------- | ----- |
| 1.  | I Didn't See It Coming                                  |       |
| 2.  | Come On Sister                                          |       |
| 3.  | Calculating Bimbo                                       |       |
| 4.  | I Want the World to Stop                                |       |
| 5.  | Little Lou, Ugly Jack, Prophet John (feat. Norah Jones) |       |
| 6.  | Write About Love (feat. Carey Mulligan)                 |       |
| 7.  | I'm Not Living in the Real World                        |       |
| 8.  | Ghost of Rockschool                                     |       |
| 9.  | Read the Blessed Pages                                  |       |
| 10. | I Can See Your Future                                   |       |
| 11. | Sunday's Pretty Icons                                   |       |